# Stefan Hüskens
Stefan Hüskens, auch unter dem Pseudonym Tormentor bekannt, ist ein deutscher Heavy-Metal-Schlagzeuger. In seiner seit Mitte der 1990er Jahre laufenden Musikerkarriere spielte er u. a. sieben Studioalben für Desaster ein sowie zwei EPs für Sodom und unter dem Pseudonym „Tormentharou“ zwei Alben für Metalucifer. Bei Asphyx ist er einziger Deutscher in einer sonst niederländisch besetzten Band.
Im Mai 2020 erklärte Hüskens, dass er hauptberuflich bei einer Booking-Agentur arbeitet und in Gronau-Epe lebt.

## Diskografie

### MitMetal Inquisitor
- 1999: Seven Inches for the Second Attack (Single)

### MitMenhir
- 1999: Thuringia (als Session-Musiker)

### Mit Metalucifer
- 2001: Heavy Metal Chainsaw
- 2009: Heavy Metal Bulldozer (Teutonic Attack)

### Mit Asphyx
- 2016: Incoming Death
- 2021: Necroceros

### Mit Sodom
- 2018: Partisan (EP)
- 2019: Out of the Frontline Trench (EP)

### Mit Carnal Ghoul
- 2022: Back from the Vault

### Mit Trinitas
- 2022: Total Heresy